# Ludwig Bohrmann
Ludwig Bohrmann (* 9. Februar 1895 in Schifferstadt; † 8. Mai 1952 in Weinheim) war ein deutscher Politiker (SPD).

## Leben
Bohrmann trat in die SPD ein und war nach 1945 bis zu seinem Tode als Bürgermeister der Gemeinde Weinheim. Während des Ersten Weltkrieges erlitt er während der Gefechte eine schwere Verletzung am Bein. In der Zeit des Nationalsozialismus unterstützte er Juden in Not, es fanden mehrfach Durchsuchungen bei ihm statt und er wurde mehrere Male verhört. Im März 1952 wurde er in die Verfassunggebende Landesversammlung für Baden-Württemberg gewählt, der er bis zu seinem Tode angehörte. Für ihn rückte Willi Rieple ins Parlament nach. Er war mit Luise Bohrmann verheiratet. Er hatte eine Tochter namens Heloise Weber (geb. Bohrmann).